# Stateline
Stateline est une localité américaine dans le comté de Douglas, dans l'État du Nevada. Située sur la rive sud-est du lac Tahoe, elle est située à la frontière de son État avec la Californie, où elle voisine avec South Lake Tahoe. L'économie de cette ville de jeux est marquée par l'hôtellerie et l'activité de nombreux casinos.